# Eduard Schmitz (Bildhauer)
Eduard Schmitz jun. (* 7. September 1897 in Köln; † 4. September 1965 ebenda) war ein Kölner Holz- und Steinbildhauer sowie Steinmetz.

## Leben
Eduard Schmitz, Sohn von Eduard Schmitz sen. (1867–1953), der ebenfalls Bildhauer war und von dem zum Beispiel das Jan-Wellem-Denkmal in Köln-Mülheim stammt, studierte – ab 1913 – sechs Semester an der Kölner Kunstgewerbeschule (den späteren Kölner Werkschulen) bei Professor Georg Grasegger aus Partenkirchen. Am Ersten Weltkrieg, in dem sein Vater 1915 als Landsturmmann schwer verwundet wurde, nahm er von 1916 bis 1918 teil.
In der Nachkriegszeit hatte er Ateliers in Köln, unter anderem in der Richard-Wagner-Straße (bis 1943), in Porz (1945–1947), in der Ruine des Rathauses der Stadt Köln (1947–1964) und in Köln-Deutz (1965). Seine Werke sind vor allem im Kölner Raum, in Kirchen und öffentlichen Gebäuden zu finden. Seine meist streng figürlichen Arbeiten sind teilweise beeinflusst von Ernst Barlach. Beim Wiederaufbau in Köln war er als Bildhauer und Steinmetz bei der Restaurierung von im Zweiten Weltkrieg beschädigten Skulpturen und Gebäuden mitbeteiligt.
Schmitz war seit 1933 mit Maria Köther verheiratet. Er verstarb wenige Tage vor seinem 68. Geburtstag.

## Werke

### Werke in Köln

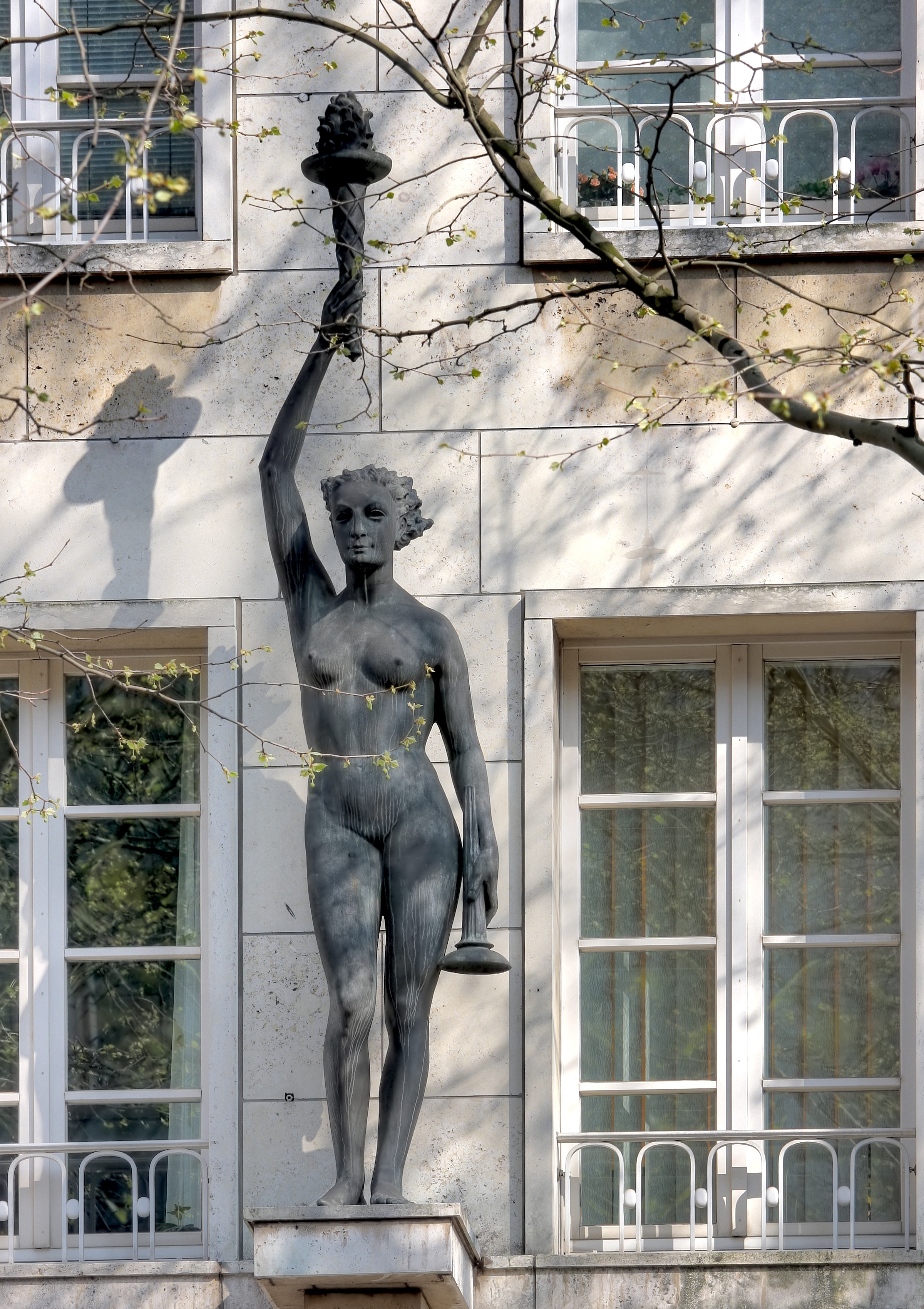
Skulptur, Fackelträgerin, Bronze, 1936 bis 1937

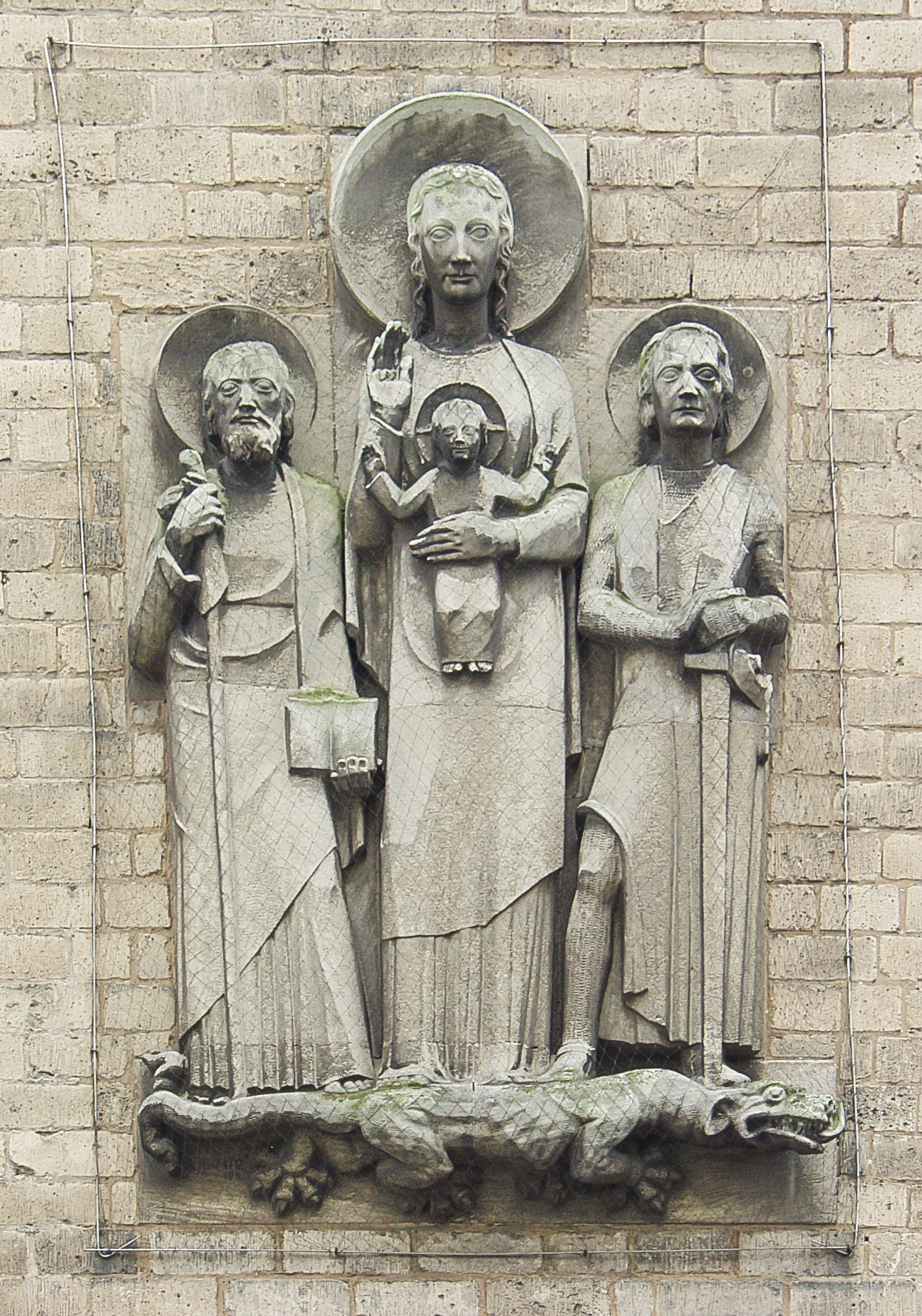
Relief an der Vorhalle von St. Georg, Köln

- Burgmauer, Römerbrunnen; Entwurf: Brantzky, Franz; Beteiligung an der Ausführung, April 1914 bis Juni 1915.
- Mülheim, Frankfurter Straße, Wohn- und Geschäftshaus, Bauschmuck; Architektur: Herpers, Willy/Gassen, Franz, 1924.
- Deutz, Messe, Westhalle, Rheinportalvorbau III (südliche Laube), figürlicher Schmuck, Thema: Luft, eine von zwei Bekrönungsfiguren, Puttenpaar, auf Wolken reitend, zwei von vier maßwerkartigen Medaillons, rechts Seitenportal, Ikarus, linkes Seitenportal, Fallschirmspringer, Entwurf (weitere Plastiken hier von Josef Pabst (1879–1950), Joseph und Meller, Willi); Ausführung: Ooms, Anton Heinrich, Kalscheuerwerk, Frechen, 1924; 1927 beim Umbau der Messe entfernt.
- Rathaus, Ratsturm, Erdgeschoss, Turmfiguren, 1925. (+).
- Buchheim, St. Mauritius, Umgestaltung zur Kriegergedächtniskapelle und zwei Außenskulpturen,[5] St. Michael, St. Mauritius, Muschelkalk, 1928 bis 1929.
- Weiden, Goethestraße 31, St. Marien, Hochaltar; Altarkreuz, Holz, eingeweiht am 20. Januar 1929; Hochaltar abgebaut 1966 bis 1967.
- Lindenthal, Rautenstrauchstraße, Ausführung der Kentaurenfiguren, Doppelplastik aus Muschelkalk, Entwurf Grasegger, Georg, 1930.
- Raderthal, Raderberger Straße 199, Kirchenportal, Skulptur Madonna, Kupfer, 1930.[6]
- Johannisstraße 64, Gedenktafel, Nicolaus August Otto und Eugen Langen; Stiftung des Kölner Bezirksverein Deutscher Ingenieure; 1932; Im Zweiten Weltkrieg zerstört.
- Mülheim, Stadtgarten, Kriegerehrenmal mit Inschrift: Mülheims/ Söhnen, die / starben für/ Heimat und/ Vaterland, 1934; 1945 abgebaut.
- Mülheim, Wallstraße, Evangelische Friedenskirche, Turmhalle, Kruzifix, 1935. (+).
- Neumarkt 18–24, Kreissparkasse Köln, Kassenhalle, Brunnen, Kölnisch-Wasser-Brunnen, Bronze, 1935[7]; Guss: Werkkunstschulen Köln; um 1942 eingeschmolzen, 1950 in der alten Form neu gegossen.
- Hohenzollernring 94, Gothaer Lebensversicherung, Fassade, Skulptur, Fackelträgerin, Bronze, 1936 bis 1937.[8]
- Lintgasse 27–29, Hauszeichen im Oberlicht der Haustür, Springendes Roß, Holz, um 1938. (+).
- Rathausplatz, Rathaus, Bergung der zwölf beschädigten Skulpturen aus dem Keller und provisorische Zusammenfügung der zerbrochenen Teile, 1945 bis 1950.
- Rathausplatz, Rathaus, beteiligt am Wiederaufbau, nach 1945 bis 1965.[1] Hierfür war die Arbeitsgemeinschaft der Steinmetzbetriebe Schmitz-Mittler, die ab 1945 am Rathaus eine Bauhütte betrieb, geleitet von 1955 an von Eduard Schmitz. Seine Frau leitete den Betrieb noch bis 1972.
- Mülheim, Regentenstraße 4, Liebfrauenkirche, Notkirche, Hochaltar, Kruzifix, 1948.
- Alter Markt, Neuerstellung des Jan von Werth auf dem Brunnen, Sandstein, 1952.[1]
- Gürzenichstraße, Gürzenich, beteiligt am Wiederaufbau, 1952 bis 1955.[1]
- Waidmarkt, St. Georg:
  - Westchor, Pestkreuz, Neuherstellung des Gabelkreuzes, Ergänzung des Corpus, 1952 bis 1955[9]
  - nördliche Vorhalle, Giebel, Skulptur, Maria zertritt den Drachen, um 1955[10]
- Spulmannsgasse, Küsterhaus von St. Johann Baptist, Kreuzigungsgruppe, Instandsetzung des Corpus und der Assistenzfiguren, Erneuerung des Kreuzes, 1954 bis 1955.[4]
- Rheingasse, Overstolzenhaus, beteiligt am Wiederaufbau, um 1954.[1]
- Rath, Erlöserkirchstraße, Zum Göttlichen Erlöser, Marienaltar, Skulptur, Madonna, Holz, 1955.
- Burgmauer, Römerbrunnen, ursprünglich von Franz Brantzky, 1910 bis 1915; veränderter Wiederaufbau; Entwurf: Karl Band, Ausführung: Juli bis Dezember 1955.
- Mülheim, Regentenstraße 4, Liebfrauenkirche, Marienkapelle, Skulptur, Madonna, Holz, 1955.
- Dünnwald, Prämonstratenserstraße, St. Nikolaus, Altar; Taufstein, Marmor, Ausführung, 1955.
- An St. Katharinen, Atrium der Elendskirche, Gedenkplatte Johann Adam von Bell, Basaltlava, 1956 bis 1958.[11]
- Clever Straße 13–15, Skulptur der Asklepios, 1957[12]
- St. Gregorius im Elend, Restaurierung des im Krieg beschädigten Hochaltars zwischen den Jahren 1959/1972.[13]
- Dünnwald, Holzweg, St. Nikolaus, Altar, 1959; Taufstein (Ausführung), 1959.
- Unter Taschenmacher 17, Skulptur Madonna, Kopie;[14] Kopie des Baldachins und der Konsole von Klaus Petersen, 1960.[15]
- An St. Katharinen, Atrium der Elendskirche, Gedenkplatte Joost van den Vondel, Basaltlava, um 1960.
- Severinstraße, St. Severin, Verbindungsgang zwischen Kirche und Vereinshaus der Pfarrei, Skulptur, Basaltlava, um 1960.
- Krebsgasse/Brüderstraße, Straßenstein, R. de l’ecrevisse, Restaurierung und Einbau, 1962.

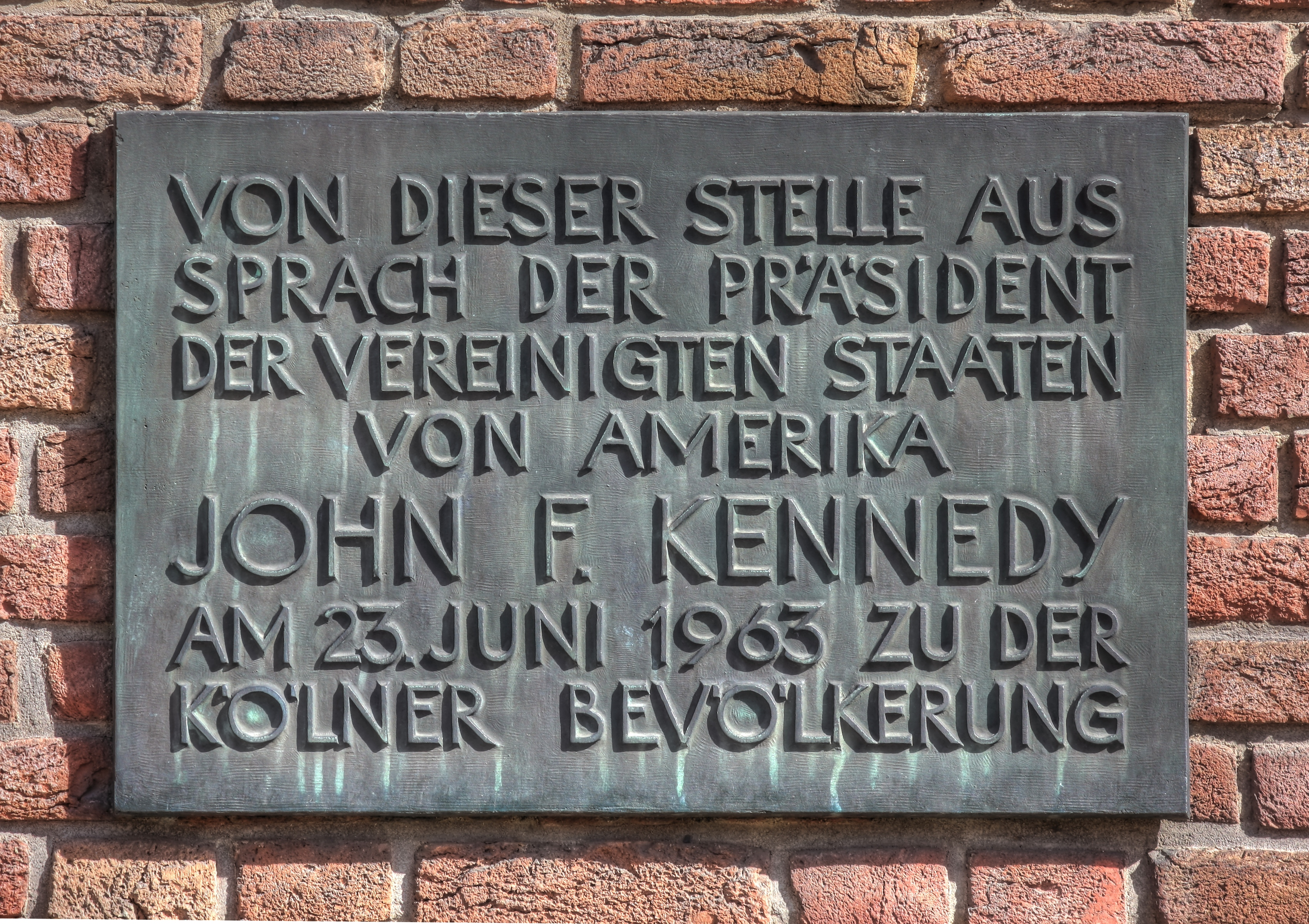
Gedenkplatte zum Besuch von John F. Kennedy

- Portalsgasse, Gedenkplatte zum Besuch von John F. Kennedy in Köln 1963, Bronze, 1964.
- Roonstraße 50, Inschrift in die Fassade der Synagoge zur Erinnerung an die Zerstörung am 9. November 1938 bei den Novemberpogrome 1938, Entwurf und Ausführung, 1964 bis 1965.
- Deutz, Reischplatz 6, Inschriftentafel zur Erinnerung an die ehemalige Synagoge, Basaltlava, Entwurf; Ausführung: Michels, Franz Xaver, 1964; montiert Mai 1965.
- Mülheim, Mülheimer Freiheit 78, Inschriftentafel zur Erinnerung an die ehemalige Synagoge, Entwurf; Ausführung: Michels, Franz Xaver, 1964; montiert August 1965.
- Mülheim, Mülheimer Freiheit/Krahnenstraße, Mülheimia-Brunnen von Albermann, Wilhelm; Instandsetzung, dabei Ergänzungsarbeiten am Brunnenbecken nach dem Verkehrsunfall vom 30. Juli 1965.

### Werke außerhalb Kölns

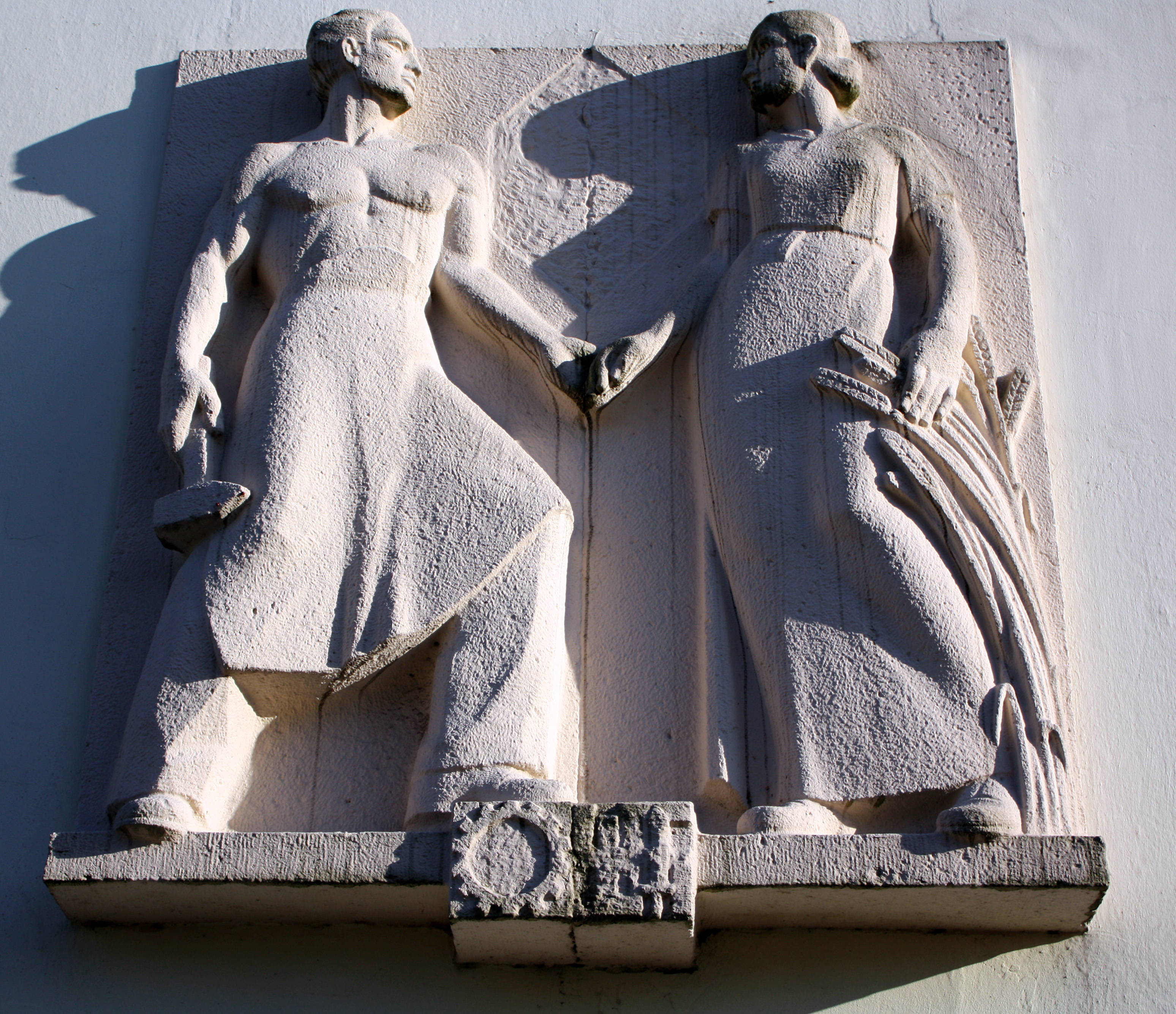
Basrelief am alten Rathaus in Hermülheim ohne das herausgemeißelte Hakenkreuz, 1935–1937

- Hürth, 1935–1937 Basrelief am alten Rathaus in Hermülheim.
- Overath-Marialinden, St. Mariae Heimsuchung, Hochaltar, Skulptur, Immaculata, Holz, um 1928.
- Hemmerden/Rhld., Kath. Pfarrkirche, Hochaltar; Entwurf: Regierungsbaumeister Baud; Ausführung; zusammen mit Hertel, Adalbert, 1933 bis 1935.
- Odenthal-Altenberg, ehemalige Zisterzienserabtei, Kirche, südliches Seitenschiff, über dem Portal, Kriegerehrenmal, Skulptur, „St. Michael“, Eichenholz, 1936 bis 1938.
- Siegburg, Abtei Michaelsberg, Klosterkirche, Platte, mit Reliefs, Schiefer, 1943; Tabernakel, Metall mit Rubinen; zusammen mit Häuschen, F, vor 1953; Chorgestühl, Rückwände, Skulpturen, Heilige, Holz, vor 1953.[16]
- Bergheim, Katholische Pfarrkirche, Triumphkreuz, um 1450 entstanden, Restaurierung und Rekonstruktion der Farbfassung, vor 1951; Kirchhof, sieben Stationen, Sieben-Schmerzen-Bildstöcke, Basaltlava, Ausführung; Entwurf: Band, Karl, 1947.
- Eitorf/Sieg, Katholische Pfarrkirche St. Patricius, Chorraum, Skulpturengruppe, Christus und die 12 Jünger, 1951 bis 1952.
- Frechen, St. Severin, Bauschmuck und Taufstein, 1957.
- Jülich, Zitadelle, zwei Rekonstruktionsmodelle, 1:50 und 1:500; 1962.
- Drolshagen/Westfalen, St. Clemens, Hochaltar, Marmor; Entwurf: Band, Karl, Ausführung, 1964.